# Barão de Resende
Barão de Resende é um título nobiliárquico criado por D. Maria II de Portugal por carta de 24 de maio de 1844, a favor de João Xavier de Morais de Resende.
Titulares
1. João Xavier de Morais de Resende (1798–1857);
2. João Maria Xavier Morais de Resende (1852–1917) – filho do anterior.